# Diego Penny
Diego Alonso Roberto Penny Valdez (Lima, 22 aprile 1984) è un calciatore peruviano, portiere dello Alianza Atletico e della Nazionale peruviana.

## Carriera

### Nazionale
Ha giocato nelle nazionali giovanili peruviane Under-17 ed Under-20.
Viene convocato per la Copa América Centenario negli Stati Uniti.